# Charles Rabemananjara
Charles Rabemananjara (ur. 9 czerwca 1947) – madagaskarski polityk, premier Madagaskaru od 20 stycznia 2007 do 17 marca 2009.

## Życiorys
Charles Rabemananjara urodził się w 1947 w Antananarywie. Ukończył akademię wojskową na Madagaskarze oraz we Francji.
Swoją służbę rozpoczął w szeregach żandarmerii narodowej. W 1970 został mianowany majorem. W 1975 został dowódcą kompanii w Antsirabe. Rok później objął w dowodzenie region Antananarywy.
W 1996 objął funkcję sekretarza generalnego w Ministerstwie Obrony Narodowej. W 1998 został dyrektorem generalnym Urzędu Celnego. W 2000 był ekspertem wojskowym OJA na Komorach.
W czasie pierwszej kadencji prezydenta Marca Ravalomanany, Rabemananjara w 2004 zajmował stanowisko szefa gabinetu wojskowego prezydenta. 28 listopada 2005 został mianowany ministrem spraw wewnętrznych i reform administracyjnych.

## Premier
Po zwycięstwie Ravalomanany w wyborach prezydenckich w 2006 i objęciu przez niego urzędu szefa państwa po raz drugi w styczniu 2007, Rabemananjara został mianowany szefem rządu 20 stycznia 2007. 25 stycznia 2007 Rabemananjara przedstawił skład swojego gabinetu, w którym zachował stanowisko ministra spraw wewnętrznych.
Po wyborach parlamentarnych 23 września 2007, wygranych przez prezydencką partię Kocham Madagaskar (TIM, Tiako I Madagasikara), Rabemananjara zachował urząd premiera i ministra spraw wewnętrznych. Nowy gabinet został zaprzysiężony 27 października 2007. 30 kwietnia 2008 Rabemananjara dodatkowo objął stanowisko ministra ds. decentralizacji. Z racji zajmowanego urzędu, Rabemananjara wchodzi także w skład Biura Politycznego partii Kocham Madagaskar. Charles Rabemananjara zajmował ponadto stanowisko generała żandarmerii madagaskarskiej. Jest członkiem najliczniejszej na wyspie grupy etnicznej Merina.
Charles Rabemananjara utracił władzę i stanowisko szefa rządu na skutek zamieszek i zamachu stanu na Madagaskarze w 2009. 7 lutego 2009 lider opozycji, Andry Rajoelina ogłosił powołanie własnego, przejściowego rządu na czele z Monją Roindefo.
12 marca 2009 premier Rabemanjara spotkał się ze „swoim odpowiednikiem” w rządzie opozycji, Monją Roindefo. Według Roindefo, premier zgodził się na przekazanie władzy opozycji. 14 marca 2009 opozycja zajęła kancelarię premiera. 17 marca 2009, dzień po zamachu stanu i opanowaniu przez wojsko pałacu prezydenckiego w Antananarywie, prezydent Ravalomanana ogłosił, iż „po głębokiej refleksji” rezygnuje ze stanowiska i przekazuje cała władzę prezydenta i premiera w ręce wojskowego dyrektoriatu pod dowództwem, najwyższego rangą wiceadmirała Hyppolite’a Ramarosona. Oznaczało to oficjalny i ostateczny koniec władzy premiera Rabemananjary. Wojsko nie przejęło jednak władzy i poparło opozycję. Wiceadmirał Ramaroson w swoim oświadczeniu, oddał pełnię władzy Rajoelinie jako prezydentowi władzy tymczasowej.